# Planolinus borealis
Planolinus borealis é uma espécie de insetos coleópteros polífagos pertencente à família Aphodiidae.
A autoridade científica da espécie é Gyllenhal, tendo sido descrita no ano de 1827.
Trata-se de uma espécie presente no território português.